# ガラクトース-6-リン酸イソメラーゼ
ガラクトース-6-リン酸イソメラーゼ(Galactose-6-phosphate isomerase、EC 5.3.1.26)は、以下の化学反応を触媒する酵素である。
D-ガラクトース-6-リン酸{\displaystyle \rightleftharpoons }D-タガトース-6-リン酸
従って、この酵素の基質はD-ガラクトース-6-リン酸、生成物はD-タガトース-6-リン酸である。
この酵素は異性化酵素、特にアルドースをケトースに変換する分子内酸化還元酵素に分類される。系統名は、D-ガラクトース-6-リン酸 アルドース-ケトース-イソメラーゼ(D-galactose-6-phosphate aldose-ketose-isomerase)である。この酵素は、ガラクトースの代謝に関わっている。